# Minuartia vestita
Minuartia vestita är en nejlikväxtart som först beskrevs av John Gilbert Baker, och fick sitt nu gällande namn av Mcneill. Minuartia vestita ingår i släktet nörlar, och familjen nejlikväxter. Inga underarter finns listade i Catalogue of Life.